# Myrcia tortuosa
Myrcia tortuosa é uma espécie de planta do gênero Myrcia. É endêmica ao Brasil, ocorrendo nos estados de Tocantins, São Paulo, Minas Gerais, Mato Grosso do Sul, Mato Grosso e Goiás. De acordo com a União Internacional para a Conservação da Natureza, seu estado de conservação é pouco preocupante.